# Dubbelbandad gråstjärt
Dubbelbandad gråstjärt (Xenerpestes minlosi) är en fågel i familjen ugnfåglar inom ordningen tättingar.

## Utseende och läte
Dubbelbandad gråstjärt är en liten fågel med smutsgrå ovansida, smutsvit undersida och två tydliga vita vingband. På huvudet syns ett vitt ögonbrynsstreck. Sången består av en udda och snabb insektliknande drill.

## Utbredning och systematik
Dubbelbandad gråstjärt delas in i två underarter med följande utbredning:
- Xenerpestes minlosi minlosi – förekommer i tropiska östra Panama och karibiska låglandet i Colombia
- Xenerpestes minlosi umbraticus – förekommer i Stillahavslåglandet i Colombia

## Levnadssätt
Dubbelbandad gråstjärt hittas i låglänta fuktiga skogar och skogsbryn. Den födosöker aktivt utmed grenar och kan ofta ses hänga upp och ner. Den påträffas oftast enstaka eller i par, i kringvandrande artblandade flockar som rör sig i trädtaket.

## Status och hot
Arten har ett stort utbredningsområde, men tros minska i antal, dock inte tillräckligt kraftigt för att den ska betraktas som hotad. Internationella naturvårdsunionen IUCN listar arten som livskraftig (LC). Beståndet uppskattas till i storleksordningen 50 000 till en halv miljon vuxna individer.